# سكوت سير
سكوت سير هو سياسي كندي، ولد في 1972 في Slave Lake ‏ في كندا. نشط حزبياً في United Conservative Party ‏. وقد انتخب عضو الجمعية التشريعية في ألبرتا ‏ عن دائرة Bonnyville-Cold Lake ‏ خلال فترته النيابية ‏.